# John Hamilton Roberts
John Hamilton "Ham" Roberts (ur. 21 grudnia 1891 w Pipestone, zm. 17 grudnia 1962 na wyspie Jersey) – kanadyjski oficer artylerii w stopniu generała-majora.
Roberts urodził się w Pipestone, w prowincji Manitoba. Studiował w North Canada College i ukończył Royal Military College of Kanada, w Kingston w prowincji Ontario w 1914 roku z 891 lokatą.
Roberts stacjonował w północnej Francji, gdy w maju 1940 roku Niemcy rozpoczęli ofensywę na ten kraj. Robertsowi udało się uratować swój pułk artylerii podczas ewakuacji wojsk brytyjskich z Dunkierki. Później został awansowany na generała majora i mianowany dowódcą kanadyjskiej 2. Dywizji Piechoty.
Roberts został dowódcą wojsk lądowych podczas rajdu na Dieppe, 19 sierpnia 1942. Jego stanowisko dowodzenia znajdowało się na pokładzie HMS "Calpe" i ze względu na zły stan łączności nie miał pojęcia, jak radzą sobie jego wojska. Roberts był krytykowany za zbyt szybkie przywoływanie wojsk rezerwy i duże straty poniesione podczas akcji. Został pozbawiony dowództwa sześć miesięcy później, wysłany do dowodzenia jednostkami wzmocnienia w Wielkiej Brytanii i nie otrzymał żadnych dalszych poleceń operacyjnych. Później wycofany na Wyspy Normandzkie.
Zmarł w 1962 roku na wyspie Jersey.